# Tour du Jura 2025
 (avril 2025).
Si vous disposez d'ouvrages ou d'articles de référence ou si vous connaissez des sites web de qualité traitant du thème abordé ici, merci de compléter l'article en donnant les références utiles à sa vérifiabilité et en les liant à la section « Notes et références ».
La 22e édition du Tour du Jura a lieu le 19 avril 2025. Cette course cycliste d'un jour est la 7e manche de la Coupe de France et fait partie du calendrier UCI Europe Tour 2025 en catégorie 1.1 (troisième niveau mondial).

## Présentation

### Équipes participantes
| WorldTeams (5)- Groupama-FDJ - Decathlon AG2R La Mondiale Team - Cofidis - Arkéa-B&B Hotels - Team Visma \| Lease a Bike ProTeams (8)- Team TotalEnergies - Unibet Tietema Rockets - Equipo Kern Pharma - Caja Rural-Seguros RGA - Wagner Bazin WB - Burgos-Burpellet-BH - Uno-X Mobility - Euskaltel-Euskadi Équipes continentales (7)- Nice Métropole Côte d'Azur - St. Michel-Preference Home-Auber 93 - Van Rysel-Roubaix - CIC U Nantes - MYVELO Pro Cycling Team - Hrinkow Advarics - Bike Aid |
| |

### Favoris
Les principaux favoris sont les français Clément Berthet (Decathlon AG2R La Mondiale), Jordan Jegat (TotalEnergies) et Guillaume Martin-Guyonnet (Groupama-FDJ), vainqueur la veille pour ce dernier et très en forme pour les deux autres. Cristian Rodríguez (Arkéa-B&B Hôtels) et José Manuel Díaz (Burgos Burpellet BH) sont également cités parmi les favoris.
Parmi les outsiders, on retrouve des coureurs comme Adrien Maire (Unibet Tietema Rockets), Jørgen Nordhagen et Cian Uijtdebroeks (Visma-Lease a Bike), Anton Schiffer (Bike Aid) ou encore Clément Braz Afonso (Groupama-FDJ) et Iván Sosa (Kern Pharma).

### Diffusion
L'épreuve, faisant partie cette année de la Coupe de France, est diffusée par France 3 Bourgogne-Franche-Comté et Eurosport Max.

## Récit de la course
Après une échappée matinale qui a compté jusqu'à près de quatre minutes d'avance, Odd Christian Eiking contre et attaque seul. Dans la montée finale, Guillaume Martin-Guyonnet, de la Groupama-FDJ, et Clément Berthet, de la Decathlon AG2R La Mondiale, se livrent un combat qui se termine au sprint par la victoire de Guillaume Martin-Guyonnet qui l'emporte comme la veille sur la Classic Grand Besançon Doubs.

## Classement
| \| Classement général \| Classement général \| Classement général \| Classement général \| Classement général \| \| Coureur \| Coureur \| Pays \| Équipe \| Temps \| \| ------------------ \| ------------------------- \| ------------------ \| ----------------------------------- \| ------------------ \| \| 1er \| Guillaume Martin-Guyonnet \| France \| Groupama-FDJ \| 4 h 29 min 45 s \| \| 2e \| Clément Berthet \| France \| Decathlon-AG2R La Mondiale \| + 0 s \| \| 3e \| José Manuel Díaz \| Espagne \| Burgos-Burpellet-BH \| + 18 s \| \| 4e \| Cristian Rodríguez \| Espagne \| Arkéa-B&B Hotels \| + 18 s \| \| 5e \| Emanuel Buchmann \| Allemagne \| Cofidis \| + 21 s \| \| 6e \| Jordan Jegat \| France \| Team TotalEnergies \| + 23 s \| \| 7e \| Odd Christian Eiking \| Norvège \| Unibet Tietema Rockets \| + 26 s \| \| 8e \| Nicolas Breuillard \| France \| St. Michel-Preference Home-Auber 93 \| + 30 s \| \| 9e \| Unai Iribar \| Espagne \| Equipo Kern Pharma \| + 34 s \| \| 10e \| Jørgen Nordhagen \| Norvège \| Team Visma \\| Lease a Bike \| + 34 s \| |                           |           |                                     |                 |
| |                           |           |                                     |                 |
| Source : ProCyclingStats |                           |           |                                     |                 |
| Classement général |                           |           |                                     |                 |
| Coureur | Coureur                   | Pays      | Équipe                              | Temps           |
| 1er | Guillaume Martin-Guyonnet | France    | Groupama-FDJ                        | 4 h 29 min 45 s |
| 2e | Clément Berthet           | France    | Decathlon-AG2R La Mondiale          | + 0 s           |
| 3e | José Manuel Díaz          | Espagne   | Burgos-Burpellet-BH                 | + 18 s          |
| 4e | Cristian Rodríguez        | Espagne   | Arkéa-B&B Hotels                    | + 18 s          |
| 5e | Emanuel Buchmann          | Allemagne | Cofidis                             | + 21 s          |
| 6e | Jordan Jegat              | France    | Team TotalEnergies                  | + 23 s          |
| 7e | Odd Christian Eiking      | Norvège   | Unibet Tietema Rockets              | + 26 s          |
| 8e | Nicolas Breuillard        | France    | St. Michel-Preference Home-Auber 93 | + 30 s          |
| 9e | Unai Iribar               | Espagne   | Equipo Kern Pharma                  | + 34 s          |
| 10e | Jørgen Nordhagen          | Norvège   | Team Visma \| Lease a Bike          | + 34 s          |

## Liste des participants
| Groupama-FDJ GFC | Groupama-FDJ GFC                | Groupama-FDJ GFC |
| ---------------- | ------------------------------- | ---------------- |
| Num              | Coureur                         | Pos              |
| 1                | Guillaume Martin-Guyonnet (FRA) | 1er              |
| 2                | Clément Braz Afonso (FRA)       | 8e               |
| 3                | Tom Donnenwirth (FRA)           | 76e              |
| 4                | Rudy Molard (FRA)               | 21e              |
| 5                | Brieuc Rolland (FRA)            | 25e              |
| 6                | Oscar Nilsson-Julien (FRA)      | AB               |

| Team Visma \| Lease a Bike TVL | Team Visma \| Lease a Bike TVL | Team Visma \| Lease a Bike TVL |
| ------------------------------ | ------------------------------ | ------------------------------ |
| Num                            | Coureur                        | Pos                            |
| 11                             | Tijmen Graat (NED)             | 40e                            |
| 12                             | Pietro Mattio (ITA)            | 73e                            |
| 13                             | Menno Huising (NED)            | 43e                            |
| 14                             | Jørgen Nordhagen (NOR)         | 59e                            |
| 15                             | Cian Uijtdebroeks (BEL)        | 32e                            |
| 16                             | Loe van Belle (NED)            | 56e                            |

| Decathlon-AG2R La Mondiale DAT | Decathlon-AG2R La Mondiale DAT | Decathlon-AG2R La Mondiale DAT |
| ------------------------------ | ------------------------------ | ------------------------------ |
| Num                            | Coureur                        | Pos                            |
| 21                             | Clément Berthet (FRA)          | 3e                             |
| 22                             | Kasper Haugland (NOR)          | AB                             |
| 23                             | Louis Chaleil (FRA)            | AB                             |
| 24                             | Louic Boussemaere (BEL)        | AB                             |
| 25                             | Daniel Weis (DEN)              | 69e                            |
| 26                             | Nans Peters (FRA)              | 33e                            |

| Cofidis COF | Cofidis COF                | Cofidis COF |
| ----------- | -------------------------- | ----------- |
| Num         | Coureur                    | Pos         |
| 31          | Emanuel Buchmann (GER)     | 12e         |
| 32          | Nicolas Debeaumarché (FRA) | 72e         |
| 33          | Jesús Herrada (ESP)        | 20e         |
| 34          | Paul Ourselin (FRA)        | 46e         |
| 35          | Sylvain Moniquet (BEL)     | 6e          |
| 36          | Hugo Toumire (FRA)         | 68e         |

| Arkéa-B&B Hotels ARK | Arkéa-B&B Hotels ARK     | Arkéa-B&B Hotels ARK |
| -------------------- | ------------------------ | -------------------- |
| Num                  | Coureur                  | Pos                  |
| 41                   | Ewen Costiou (FRA)       | AB                   |
| 42                   | Élie Gesbert (FRA)       | 62e                  |
| 43                   | Cristian Rodríguez (ESP) | 9e                   |
| 44                   | Louis Rouland (FRA)      | 31e                  |
| 45                   | Alessandro Verre (ITA)   | AB                   |
| 46                   | Paul Thierry (FRA)       | AB                   |

| Equipo Kern Pharma EKP | Equipo Kern Pharma EKP | Equipo Kern Pharma EKP |
| ---------------------- | ---------------------- | ---------------------- |
| Num                    | Coureur                | Pos                    |
| 51                     | Pablo Carrascosa (ESP) | 75e                    |
| 52                     | Iván Cobo (ESP)        | 7e                     |
| 53                     | Nil Gimeno (ESP)       | 66e                    |
| 54                     | Jorge Gutiérrez (ESP)  | AB                     |
| 55                     | Unai Iribar (ESP)      | 24e                    |
| 56                     | Ibon Ruiz (ESP)        | 54e                    |

| Unibet Tietema Rockets RKT | Unibet Tietema Rockets RKT | Unibet Tietema Rockets RKT |
| -------------------------- | -------------------------- | -------------------------- |
| Num                        | Coureur                    | Pos                        |
| 61                         | Odd Christian Eiking (NOR) | AB                         |
| 62                         | Owen Geleijn (NED)         | 57e                        |
| 63                         | Baptiste Huyet (FRA)       | 49e                        |
| 64                         | Zeb Kyffin (GBR)           | 41e                        |
| 65                         | Adrien Maire (FRA)         | 5e                         |

| Caja Rural-Seguros RGA CJR | Caja Rural-Seguros RGA CJR | Caja Rural-Seguros RGA CJR |
| -------------------------- | -------------------------- | -------------------------- |
| Num                        | Coureur                    | Pos                        |
| 71                         | Abel Balderstone (ESP)     | 51e                        |
| 72                         | Sebastian Berwick (AUS)    | 14e                        |
| 73                         | Joan Bou (ESP)             | 38e                        |
| 74                         | Calum Johnston (GBR)       | 77e                        |
| 75                         | Joel Nicolau (ESP)         | AB                         |
| 76                         | Fernando Barceló (ESP)     | 29e                        |

| Wagner Bazin WB WB2 | Wagner Bazin WB WB2    | Wagner Bazin WB WB2 |
| ------------------- | ---------------------- | ------------------- |
| Num                 | Coureur                | Pos                 |
| 81                  | Quentin Bezza (FRA)    | 80e                 |
| 82                  | Floris De Tier (BEL)   | 16e                 |
| 83                  | Johan Meens (BEL)      | 28e                 |
| 84                  | Victor Papon (FRA)     | AB                  |
| 85                  | Tom Portsmouth (GBR)   | 65e                 |
| 86                  | Jocelyn Baguelin (FRA) | 70e                 |

| Burgos-Burpellet-BH BBH | Burgos-Burpellet-BH BBH        | Burgos-Burpellet-BH BBH |
| ----------------------- | ------------------------------ | ----------------------- |
| Num                     | Coureur                        | Pos                     |
| 91                      | Clément Alleno (FRA)           | 74e                     |
| 92                      | José Manuel Díaz (ESP)         | 2e                      |
| 93                      | José Luis Faura (ESP)          | 42e                     |
| 94                      | Rodrigo Álvarez (ESP)          | AB                      |
| 95                      | Carlos García Pierna (ESP)     | 35e                     |
| 96                      | David Delgado Higueruelo (ESP) | 78e                     |

| Uno-X Mobility UXM | Uno-X Mobility UXM           | Uno-X Mobility UXM |
| ------------------ | ---------------------------- | ------------------ |
| Num                | Coureur                      | Pos                |
| 101                | Simon Dalby (DEN)            | 60e                |
| 102                | Anders Johannessen (NOR)     | 34e                |
| 104                | Johannes Kulset (NOR)        | 50e                |
| 105                | Magnus Kulset (NOR)          | 71e                |
| 106                | Sakarias Koller Løland (NOR) | 58e                |

| Euskaltel-Euskadi EUS | Euskaltel-Euskadi EUS   | Euskaltel-Euskadi EUS |
| --------------------- | ----------------------- | --------------------- |
| Num                   | Coureur                 | Pos                   |
| 111                   | Xabier Berasategi (ESP) | AB                    |
| 112                   | Mikel Bizkarra (ESP)    | 26e                   |
| 113                   | Jon Agirre (ESP)        | 17e                   |
| 114                   | Márton Dina (HUN)       | 36e                   |
| 115                   | Iker Mintegi (ESP)      | 11e                   |
| 116                   | Gotzon Martín (ESP)     | 22e                   |

| Team TotalEnergies TEN | Team TotalEnergies TEN | Team TotalEnergies TEN |
| ---------------------- | ---------------------- | ---------------------- |
| Num                    | Coureur                | Pos                    |
| 121                    | Pierre Latour (FRA)    | 39e                    |
| 122                    | Fabien Doubey (FRA)    | 64e                    |
| 123                    | Fabien Grellier (FRA)  | 85e                    |
| 124                    | Jordan Jegat (FRA)     | 4e                     |
| 125                    | Alan Jousseaume (FRA)  | 53e                    |
| 126                    | Mattéo Vercher (FRA)   | 27e                    |

| Nice Métropole Côte d'Azur NMC | Nice Métropole Côte d'Azur NMC | Nice Métropole Côte d'Azur NMC |
| ------------------------------ | ------------------------------ | ------------------------------ |
| Num                            | Coureur                        | Pos                            |
| 131                            | Andrei Carbunarea (ROU)        | AB                             |
| 132                            | Carter Guichard (NZL)          | 81e                            |
| 133                            | Jaakko Hänninen (FIN) (route)  | 48e                            |
| 134                            | Dylan Massa (FRA)              | AB                             |
| 135                            | Noah Knecht (FRA)              | AB                             |

| St. Michel-Preference Home-Auber 93 AUB | St. Michel-Preference Home-Auber 93 AUB | St. Michel-Preference Home-Auber 93 AUB |
| --------------------------------------- | --------------------------------------- | --------------------------------------- |
| Num                                     | Coureur                                 | Pos                                     |
| 141                                     | Lucas Bénéteau (FRA)                    | 37e                                     |
| 142                                     | Nicolas Breuillard (FRA)                | 10e                                     |
| 143                                     | Théo Delacroix (FRA)                    | 52e                                     |
| 144                                     | Jérémy Lecroq (FRA)                     | 87e                                     |
| 145                                     | Yohann Simon (FRA)                      | 55e                                     |
| 146                                     | Morne van Niekerk (RSA)                 | 88e                                     |

| Van Rysel-Roubaix VRR | Van Rysel-Roubaix VRR     | Van Rysel-Roubaix VRR |
| --------------------- | ------------------------- | --------------------- |
| Num                   | Coureur                   | Pos                   |
| 152                   | Rémi Capron (FRA)         | 15e                   |
| 153                   | Killian Théot (FRA)       | 61e                   |
| 154                   | Maxime Jarnet (FRA)       | 67e                   |
| 155                   | Maximilien Juillard (FRA) | 79e                   |
| 156                   | Kenny Molly (BEL)         | 45e                   |

| CIC U Nantes UCN | CIC U Nantes UCN        | CIC U Nantes UCN |
| ---------------- | ----------------------- | ---------------- |
| Num              | Coureur                 | Pos              |
| 161              | Yaël Joalland (FRA)     | 19e              |
| 162              | Joris Chaussinand (FRA) | 23e              |
| 163              | Corentin Devroute (FRA) | AB               |
| 164              | Matisse Julien (CAN)    | AB               |
| 165              | Lenaïc Langella (FRA)   | 47e              |
| 166              | Axel Mariault (FRA)     | 18e              |

| MYVELO Pro Cycling Team MCT | MYVELO Pro Cycling Team MCT | MYVELO Pro Cycling Team MCT |
| --------------------------- | --------------------------- | --------------------------- |
| Num                         | Coureur                     | Pos                         |
| 171                         | Nils Brun (SUI)             | 44e                         |
| 172                         | Timon Loderer (GER)         | 82e                         |
| 173                         | Miron Lipp (GER)            | HD                          |
| 174                         | Tillman Sarnowski (GER)     | AB                          |
| 175                         | Jan Sommer (SUI)            | 83e                         |
| 176                         | Andrin Züger (SUI)          | 86e                         |

| Hrinkow Advarics HAC | Hrinkow Advarics HAC   | Hrinkow Advarics HAC |
| -------------------- | ---------------------- | -------------------- |
| Num                  | Coureur                | Pos                  |
| 181                  | Giacomo Ballabio (ITA) | 63e                  |
| 182                  | Loïc Bettendorff (LUX) | AB                   |
| 184                  | Maximilian Kabas (AUT) | AB                   |
| 185                  | Edward Ravasi (ITA)    | AB                   |
| 186                  | Riccardo Verza (ITA)   | AB                   |

| Bike Aid BAI | Bike Aid BAI              | Bike Aid BAI |
| ------------ | ------------------------- | ------------ |
| Num          | Coureur                   | Pos          |
| 191          | Lennard Sternsdorff (GER) | HD           |
| 192          | Antoine Berlin (MON)      | AB           |
| 193          | Léo Bouvier (FRA)         | AB           |
| 194          | Vinzent Dorn (GER)        | 84e          |
| 195          | Anton Schiffer (GER)      | 13e          |
| 196          | Dawit Yemane (ERI)        | 30e          |

| Groupama-FDJ GFC | Groupama-FDJ GFC                | Groupama-FDJ GFC |
| ---------------- | ------------------------------- | ---------------- |
| Num              | Coureur                         | Pos              |
| 1                | Guillaume Martin-Guyonnet (FRA) | 1er              |
| 2                | Clément Braz Afonso (FRA)       | 8e               |
| 3                | Tom Donnenwirth (FRA)           | 76e              |
| 4                | Rudy Molard (FRA)               | 21e              |
| 5                | Brieuc Rolland (FRA)            | 25e              |
| 6                | Oscar Nilsson-Julien (FRA)      | AB               |

| Team Visma \| Lease a Bike TVL | Team Visma \| Lease a Bike TVL | Team Visma \| Lease a Bike TVL |
| ------------------------------ | ------------------------------ | ------------------------------ |
| Num                            | Coureur                        | Pos                            |
| 11                             | Tijmen Graat (NED)             | 40e                            |
| 12                             | Pietro Mattio (ITA)            | 73e                            |
| 13                             | Menno Huising (NED)            | 43e                            |
| 14                             | Jørgen Nordhagen (NOR)         | 59e                            |
| 15                             | Cian Uijtdebroeks (BEL)        | 32e                            |
| 16                             | Loe van Belle (NED)            | 56e                            |

| Decathlon-AG2R La Mondiale DAT | Decathlon-AG2R La Mondiale DAT | Decathlon-AG2R La Mondiale DAT |
| ------------------------------ | ------------------------------ | ------------------------------ |
| Num                            | Coureur                        | Pos                            |
| 21                             | Clément Berthet (FRA)          | 3e                             |
| 22                             | Kasper Haugland (NOR)          | AB                             |
| 23                             | Louis Chaleil (FRA)            | AB                             |
| 24                             | Louic Boussemaere (BEL)        | AB                             |
| 25                             | Daniel Weis (DEN)              | 69e                            |
| 26                             | Nans Peters (FRA)              | 33e                            |

| Cofidis COF | Cofidis COF                | Cofidis COF |
| ----------- | -------------------------- | ----------- |
| Num         | Coureur                    | Pos         |
| 31          | Emanuel Buchmann (GER)     | 12e         |
| 32          | Nicolas Debeaumarché (FRA) | 72e         |
| 33          | Jesús Herrada (ESP)        | 20e         |
| 34          | Paul Ourselin (FRA)        | 46e         |
| 35          | Sylvain Moniquet (BEL)     | 6e          |
| 36          | Hugo Toumire (FRA)         | 68e         |

| Arkéa-B&B Hotels ARK | Arkéa-B&B Hotels ARK     | Arkéa-B&B Hotels ARK |
| -------------------- | ------------------------ | -------------------- |
| Num                  | Coureur                  | Pos                  |
| 41                   | Ewen Costiou (FRA)       | AB                   |
| 42                   | Élie Gesbert (FRA)       | 62e                  |
| 43                   | Cristian Rodríguez (ESP) | 9e                   |
| 44                   | Louis Rouland (FRA)      | 31e                  |
| 45                   | Alessandro Verre (ITA)   | AB                   |
| 46                   | Paul Thierry (FRA)       | AB                   |

| Equipo Kern Pharma EKP | Equipo Kern Pharma EKP | Equipo Kern Pharma EKP |
| ---------------------- | ---------------------- | ---------------------- |
| Num                    | Coureur                | Pos                    |
| 51                     | Pablo Carrascosa (ESP) | 75e                    |
| 52                     | Iván Cobo (ESP)        | 7e                     |
| 53                     | Nil Gimeno (ESP)       | 66e                    |
| 54                     | Jorge Gutiérrez (ESP)  | AB                     |
| 55                     | Unai Iribar (ESP)      | 24e                    |
| 56                     | Ibon Ruiz (ESP)        | 54e                    |

| Unibet Tietema Rockets RKT | Unibet Tietema Rockets RKT | Unibet Tietema Rockets RKT |
| -------------------------- | -------------------------- | -------------------------- |
| Num                        | Coureur                    | Pos                        |
| 61                         | Odd Christian Eiking (NOR) | AB                         |
| 62                         | Owen Geleijn (NED)         | 57e                        |
| 63                         | Baptiste Huyet (FRA)       | 49e                        |
| 64                         | Zeb Kyffin (GBR)           | 41e                        |
| 65                         | Adrien Maire (FRA)         | 5e                         |

| Caja Rural-Seguros RGA CJR | Caja Rural-Seguros RGA CJR | Caja Rural-Seguros RGA CJR |
| -------------------------- | -------------------------- | -------------------------- |
| Num                        | Coureur                    | Pos                        |
| 71                         | Abel Balderstone (ESP)     | 51e                        |
| 72                         | Sebastian Berwick (AUS)    | 14e                        |
| 73                         | Joan Bou (ESP)             | 38e                        |
| 74                         | Calum Johnston (GBR)       | 77e                        |
| 75                         | Joel Nicolau (ESP)         | AB                         |
| 76                         | Fernando Barceló (ESP)     | 29e                        |

| Wagner Bazin WB WB2 | Wagner Bazin WB WB2    | Wagner Bazin WB WB2 |
| ------------------- | ---------------------- | ------------------- |
| Num                 | Coureur                | Pos                 |
| 81                  | Quentin Bezza (FRA)    | 80e                 |
| 82                  | Floris De Tier (BEL)   | 16e                 |
| 83                  | Johan Meens (BEL)      | 28e                 |
| 84                  | Victor Papon (FRA)     | AB                  |
| 85                  | Tom Portsmouth (GBR)   | 65e                 |
| 86                  | Jocelyn Baguelin (FRA) | 70e                 |

| Burgos-Burpellet-BH BBH | Burgos-Burpellet-BH BBH        | Burgos-Burpellet-BH BBH |
| ----------------------- | ------------------------------ | ----------------------- |
| Num                     | Coureur                        | Pos                     |
| 91                      | Clément Alleno (FRA)           | 74e                     |
| 92                      | José Manuel Díaz (ESP)         | 2e                      |
| 93                      | José Luis Faura (ESP)          | 42e                     |
| 94                      | Rodrigo Álvarez (ESP)          | AB                      |
| 95                      | Carlos García Pierna (ESP)     | 35e                     |
| 96                      | David Delgado Higueruelo (ESP) | 78e                     |

| Uno-X Mobility UXM | Uno-X Mobility UXM           | Uno-X Mobility UXM |
| ------------------ | ---------------------------- | ------------------ |
| Num                | Coureur                      | Pos                |
| 101                | Simon Dalby (DEN)            | 60e                |
| 102                | Anders Johannessen (NOR)     | 34e                |
| 104                | Johannes Kulset (NOR)        | 50e                |
| 105                | Magnus Kulset (NOR)          | 71e                |
| 106                | Sakarias Koller Løland (NOR) | 58e                |

| Euskaltel-Euskadi EUS | Euskaltel-Euskadi EUS   | Euskaltel-Euskadi EUS |
| --------------------- | ----------------------- | --------------------- |
| Num                   | Coureur                 | Pos                   |
| 111                   | Xabier Berasategi (ESP) | AB                    |
| 112                   | Mikel Bizkarra (ESP)    | 26e                   |
| 113                   | Jon Agirre (ESP)        | 17e                   |
| 114                   | Márton Dina (HUN)       | 36e                   |
| 115                   | Iker Mintegi (ESP)      | 11e                   |
| 116                   | Gotzon Martín (ESP)     | 22e                   |

| Team TotalEnergies TEN | Team TotalEnergies TEN | Team TotalEnergies TEN |
| ---------------------- | ---------------------- | ---------------------- |
| Num                    | Coureur                | Pos                    |
| 121                    | Pierre Latour (FRA)    | 39e                    |
| 122                    | Fabien Doubey (FRA)    | 64e                    |
| 123                    | Fabien Grellier (FRA)  | 85e                    |
| 124                    | Jordan Jegat (FRA)     | 4e                     |
| 125                    | Alan Jousseaume (FRA)  | 53e                    |
| 126                    | Mattéo Vercher (FRA)   | 27e                    |

| Nice Métropole Côte d'Azur NMC | Nice Métropole Côte d'Azur NMC | Nice Métropole Côte d'Azur NMC |
| ------------------------------ | ------------------------------ | ------------------------------ |
| Num                            | Coureur                        | Pos                            |
| 131                            | Andrei Carbunarea (ROU)        | AB                             |
| 132                            | Carter Guichard (NZL)          | 81e                            |
| 133                            | Jaakko Hänninen (FIN) (route)  | 48e                            |
| 134                            | Dylan Massa (FRA)              | AB                             |
| 135                            | Noah Knecht (FRA)              | AB                             |

| St. Michel-Preference Home-Auber 93 AUB | St. Michel-Preference Home-Auber 93 AUB | St. Michel-Preference Home-Auber 93 AUB |
| --------------------------------------- | --------------------------------------- | --------------------------------------- |
| Num                                     | Coureur                                 | Pos                                     |
| 141                                     | Lucas Bénéteau (FRA)                    | 37e                                     |
| 142                                     | Nicolas Breuillard (FRA)                | 10e                                     |
| 143                                     | Théo Delacroix (FRA)                    | 52e                                     |
| 144                                     | Jérémy Lecroq (FRA)                     | 87e                                     |
| 145                                     | Yohann Simon (FRA)                      | 55e                                     |
| 146                                     | Morne van Niekerk (RSA)                 | 88e                                     |

| Van Rysel-Roubaix VRR | Van Rysel-Roubaix VRR     | Van Rysel-Roubaix VRR |
| --------------------- | ------------------------- | --------------------- |
| Num                   | Coureur                   | Pos                   |
| 152                   | Rémi Capron (FRA)         | 15e                   |
| 153                   | Killian Théot (FRA)       | 61e                   |
| 154                   | Maxime Jarnet (FRA)       | 67e                   |
| 155                   | Maximilien Juillard (FRA) | 79e                   |
| 156                   | Kenny Molly (BEL)         | 45e                   |

| CIC U Nantes UCN | CIC U Nantes UCN        | CIC U Nantes UCN |
| ---------------- | ----------------------- | ---------------- |
| Num              | Coureur                 | Pos              |
| 161              | Yaël Joalland (FRA)     | 19e              |
| 162              | Joris Chaussinand (FRA) | 23e              |
| 163              | Corentin Devroute (FRA) | AB               |
| 164              | Matisse Julien (CAN)    | AB               |
| 165              | Lenaïc Langella (FRA)   | 47e              |
| 166              | Axel Mariault (FRA)     | 18e              |

| MYVELO Pro Cycling Team MCT | MYVELO Pro Cycling Team MCT | MYVELO Pro Cycling Team MCT |
| --------------------------- | --------------------------- | --------------------------- |
| Num                         | Coureur                     | Pos                         |
| 171                         | Nils Brun (SUI)             | 44e                         |
| 172                         | Timon Loderer (GER)         | 82e                         |
| 173                         | Miron Lipp (GER)            | HD                          |
| 174                         | Tillman Sarnowski (GER)     | AB                          |
| 175                         | Jan Sommer (SUI)            | 83e                         |
| 176                         | Andrin Züger (SUI)          | 86e                         |

| Hrinkow Advarics HAC | Hrinkow Advarics HAC   | Hrinkow Advarics HAC |
| -------------------- | ---------------------- | -------------------- |
| Num                  | Coureur                | Pos                  |
| 181                  | Giacomo Ballabio (ITA) | 63e                  |
| 182                  | Loïc Bettendorff (LUX) | AB                   |
| 184                  | Maximilian Kabas (AUT) | AB                   |
| 185                  | Edward Ravasi (ITA)    | AB                   |
| 186                  | Riccardo Verza (ITA)   | AB                   |

| Bike Aid BAI | Bike Aid BAI              | Bike Aid BAI |
| ------------ | ------------------------- | ------------ |
| Num          | Coureur                   | Pos          |
| 191          | Lennard Sternsdorff (GER) | HD           |
| 192          | Antoine Berlin (MON)      | AB           |
| 193          | Léo Bouvier (FRA)         | AB           |
| 194          | Vinzent Dorn (GER)        | 84e          |
| 195          | Anton Schiffer (GER)      | 13e          |
| 196          | Dawit Yemane (ERI)        | 30e          |